# Margarita Levieva
Margarita Levieva (ryska: Маргарита Левиева), född 9 februari 1980 i dåvarande Leningrad i Sovjet (nuvarande Sankt Petersburg i Ryssland), är en rysk-amerikansk skådespelerska. Hon spelade en av huvudrollerna i The Invisible.

## Filmografi (i urval)
- 2005 – Law & Order: Trial by Jury (TV-serie)
- 2007 – The Invisible
- 2009 – L.A. Gigolo
- 2009 – Adventureland
- 2010–2011 – How to Make It in America (TV-serie)
- 2011 – The Lincoln Lawyer
- 2011–2013 – Revenge (TV-serie)
- 2013 – Knights of Badassdom
- 2013–2016 – The Blacklist (TV-serie)
- 2015 – The Diary of a Teenage Girl
- 2016–2019 – Bara björnar (TV-serie)
- 2017–2019 – The Deuce (TV-serie)
- 2024 – The Acolyte (TV-serie)
- 2025 – Daredevil: Born Again (TV-serie)